# Abbotsford (Motorrad)
Abbotsford war ein von 1919 bis 1920 gebauter Motorroller mit einem Einzylinder-OHV-Motor mit 1,5 PS und Kettenantrieb der Firma Abbotsford Motor Company, Ltd., London (England).